# Tellervo fallax
Tellervo fallax är en fjärilsart som beskrevs av Otto Staudinger 1885. Tellervo fallax ingår i släktet Tellervo och familjen praktfjärilar. Inga underarter finns listade i Catalogue of Life.